# Hôtel de Florainville

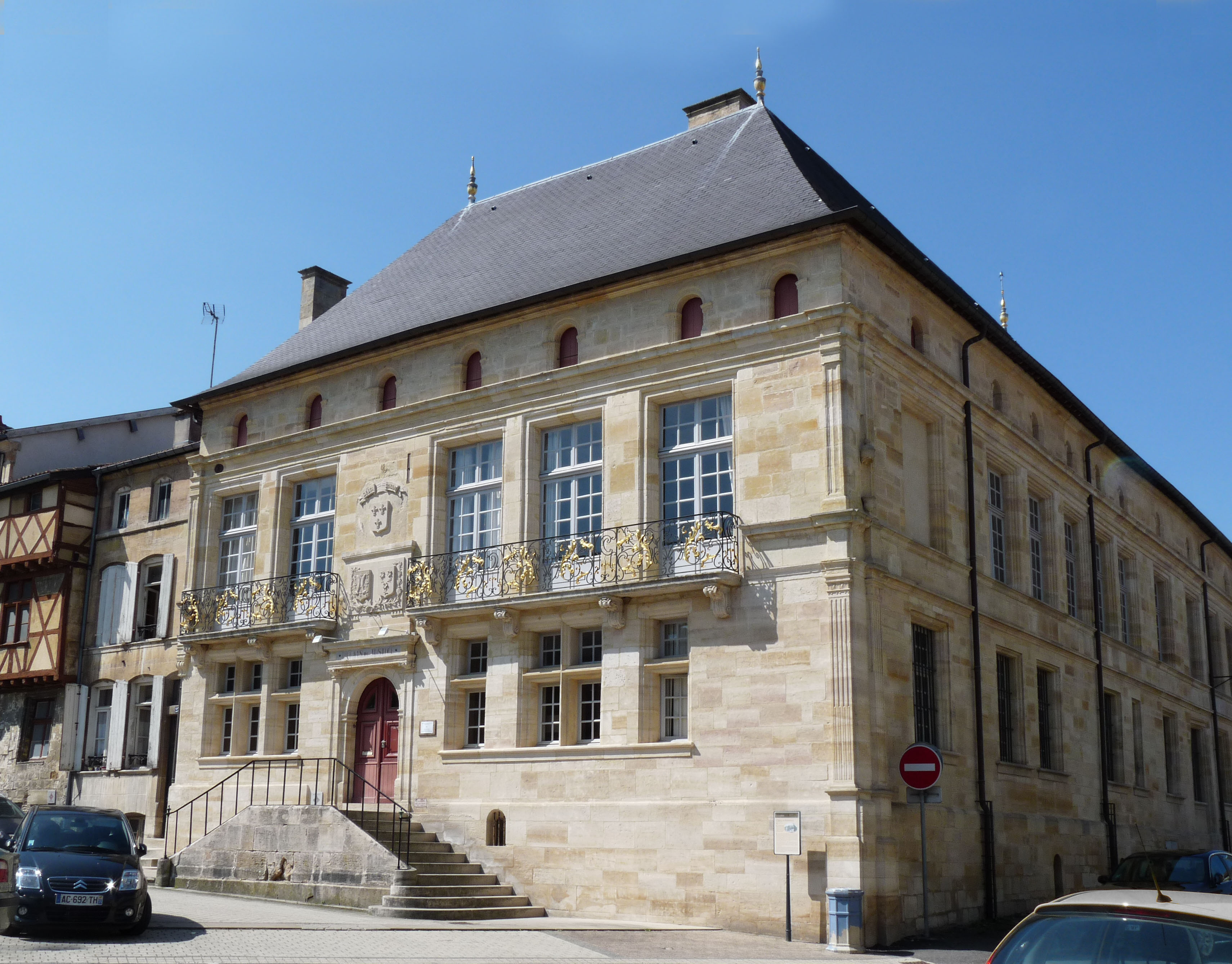
Hôtel de Florainville in Bar-le-Duc

Das Hôtel de Florainville in Bar-le-Duc, einer französischen Stadt im Département Meuse in Lothringen, wurde im 16. Jahrhundert errichtet. Das Hôtel particulier an der Place Saint-Pierre Nr. 21 wurde 1988 als Monument historique in die Liste der Baudenkmäler in Frankreich aufgenommen.
Der zweigeschossige Stadtpalast mit Innenhof und reich geschmückter Fassade im Stil der Renaissance wurde für die Familie René de Florainville erbaut, die mit dem Herzog von Bar verwandt war. Im Jahr 1752 wurde das Gebäude von der Stadt gekauft und zum Hôtel de ville umgenutzt. Seit 1949 ist in dem Gebäude der Palais de Justice untergebracht. 
Der Kamin im großen Gerichtssaal und die Bleiglasfenster im Treppenhaus aus der Werkstatt von Laurent-Charles Maréchal (1801–1887) stehen auf der Denkmalliste.